# Strimsaltator
Strimsaltator (Saltator striatipectus) är en fågel i familjen tangaror inom ordningen tättingar.

## Utseende och läte
Strimsaltatorn är en stor finkliknande fågel. Ovansidan är olivgrön, undersidan ljus med varierande mängd streckning. Den har vidare ett kort vitt ögonbrynsstreck och en kraftig mörk näbb. Sången är behagligt visslande, ibland med en sträv ton.

## Utbredning och systematik
Strimsaltator delas in i tio underarter med följande utbredning:
- Saltator striatipectus furax – låglänta områden i sydvästra Costa Rica och västra Panama
- Saltator striatipectus isthmicus – Panama (förutom västra Chiriquí och Darién)
- Saltator striatipectus scotinus – ön Coiba och Isla Rancheria (utanför västra Panama)
- Saltator striatipectus melicus – Isla Taboga (Panamabukten)
- Saltator striatipectus speratus – Pärlöarna (San Miguel, Saboga och Viveros)
- Saltator striatipectus striatipectus – östra Panama (Darién) och Colombia väster om Anderna (i söder till Cauca)
- Saltator striatipectus perstriatus – nordöstra Colombia till bergen i norra Venezuela, Trinidad
- Saltator striatipectus flavidicollis – sydvästra Colombia (Nariño) till arida västra Ecuador och nordvästra Peru (Piura)
- Saltator striatipectus immaculatus– arida kustnära Peru (Lambayeque till Ica)
- Saltator striatipectus peruvianus – norra Peru (övre Marañóndalen i Cajamarca och La Libertad)

### Familjetillhörighet
Tidigare placerades Saltator i familjen kardinaler. DNA-studier visar dock att de tillhör tangarorna.

## Levnadssätt
Strimsaltatorn är rätt vida spridd men oftast ovanlig i låglänta områden upp till 1600 meters höjd. Den föredrar buskiga skogsbryn och ungskog.

## Status
Arten har ett stort utbredningsområde och beståndet anses stabilt. Internationella naturvårdsunionen IUCN listar den därför som livskraftig (LC). Beståndet uppskattas till i storleksordningen fem till 50 miljoner vuxna individer.